# Rudnianska Lehota
Rudnianska Lehota és un poble i municipi d'Eslovàquia que es troba a la regió de Trenčín. La primera menció escrita de la vila es remunta al 1477.

## Demografia
| Godina             | 1994 | 2004   | 2014   | 2024   |
| ------------------ | ---- | ------ | ------ | ------ |
| Nombre de persones | 718  | 722    | 741    | 732    |
| Diferència         |      | +0,55% | +2,63% | −1,21% |

| Godina             | 2023 | 2024   |
| ------------------ | ---- | ------ |
| Nombre de persones | 725  | 732    |
| Diferència         |      | +0,96% |